# 阿卢瓦莱佩尔努瓦
阿卢瓦莱佩尔努瓦（法語：Halloy-lès-Pernois）是法国皮卡第大区索姆省的一个市镇，属于亚眠区多马昂蓬蒂约县。该市镇2009年时的人口为343人。

## 人口
阿卢瓦莱佩尔努瓦人口变化图示
| 数据来源：INSEE |